# 紋別港沖第八北幸丸衝突転覆事故
紋別港沖第八北幸丸衝突転覆事故（もんべつこうおき だいはちほっこうまる しょうとつてんぷくじこ）は、2021年5月26日に紋別港沖のオホーツク海で発生した海難事故である。
現場は北海道紋別市の紋別港から北東約23km沖合のオホーツク海上。午前6時頃、停止してケガニ漁を操業していた漁船第八北幸丸（紋別漁業協同組合所属）と、サハリン島（樺太島）から紋別港に向かっていた貨物船アムール（ロシア・サハリン州ネベリスク船籍）が衝突した。第八北幸丸が転覆し、乗組員5人全員がアムールに救助されたものの、機関長1人と甲板員2人が死亡した。
同年6月28日旭川地方検察庁は、アムールの当直責任者と第八北幸丸の船長の2人を、いずれも業務上過失致死罪および過失往来危険罪で起訴した。
同年11月30日、旭川地方裁判所は第八北幸丸の船長に禁錮3年、執行猶予5年の判決を言い渡した。2023年4月27日、旭川地裁はアムールの当直責任者に禁錮3年、執行猶予5年の判決を言い渡した。この当直責任者は判決を不服として控訴したが、同年11月21日、札幌高等裁判所は一審判決を支持し、控訴を棄却した。